# Ósma strona
Ósma strona (ang. Page Eight) – brytyjski thriller polityczny z 2011 roku w reżyserii Davida Hare'a. Wyprodukowana przez wytwórnię Carnival Films, Runaway Fridge, BBC Films i Heyday Films.
Premiera filmu odbyła się 18 czerwca 2011 podczas Międzynarodowego Festiwalu Filmowego w Edynburgu. Zdjęcia do filmu zrealizowano w Londynie i Cambridge.
Jest to pierwsza część trylogii o Worrickerze (The Worricker Trilogy). Druga część to Worricker – drugie starcie (Turks & Caicos, 2014), a trzecia to Worricker – ostateczna rozgrywka (Salting the Battlefield, 2014).

## Opis fabuły
Akcja filmu rozgrywa się w Wielkiej Brytanii. Agent Johnny Worricker (Bill Nighy) wchodzi w posiadanie raportu kompromitującego premiera. Według niego polityk miał zataić informację o torturowaniu więźniów w tajnych amerykańskich więzieniach. Mimo że wszyscy milczą na ten temat, Worricker postanawia działać.

## Obsada
Źródło: Filmweb
- Bill Nighy jako Johnny Worricker
- Rachel Weisz jako Nancy Pierpan
- Ralph Fiennes jako Alec Beasley
- Michael Gambon jako Benedict Baron
- Felicity Jones jako Julianne Worricker
- Ewen Bremner jako Rollo Maverley
- Judy Davis jako Jill Tankard
- Tom Hughes jako Ralph Wilson
- Rakhee Thakrar jako Muna Hammami
- Saskia Reeves jako Anthea Catcheside
- Richard Lintern jako Max Vallance
- Holly Aird jako Anna Hervé
- Andrew Cleaver jako Brian Lord
- Kate Burdette jako Allegra Betts
- Alice Krige jako Emma Baron